# Erinnerungsmedaille an den italienisch-türkischen Krieg

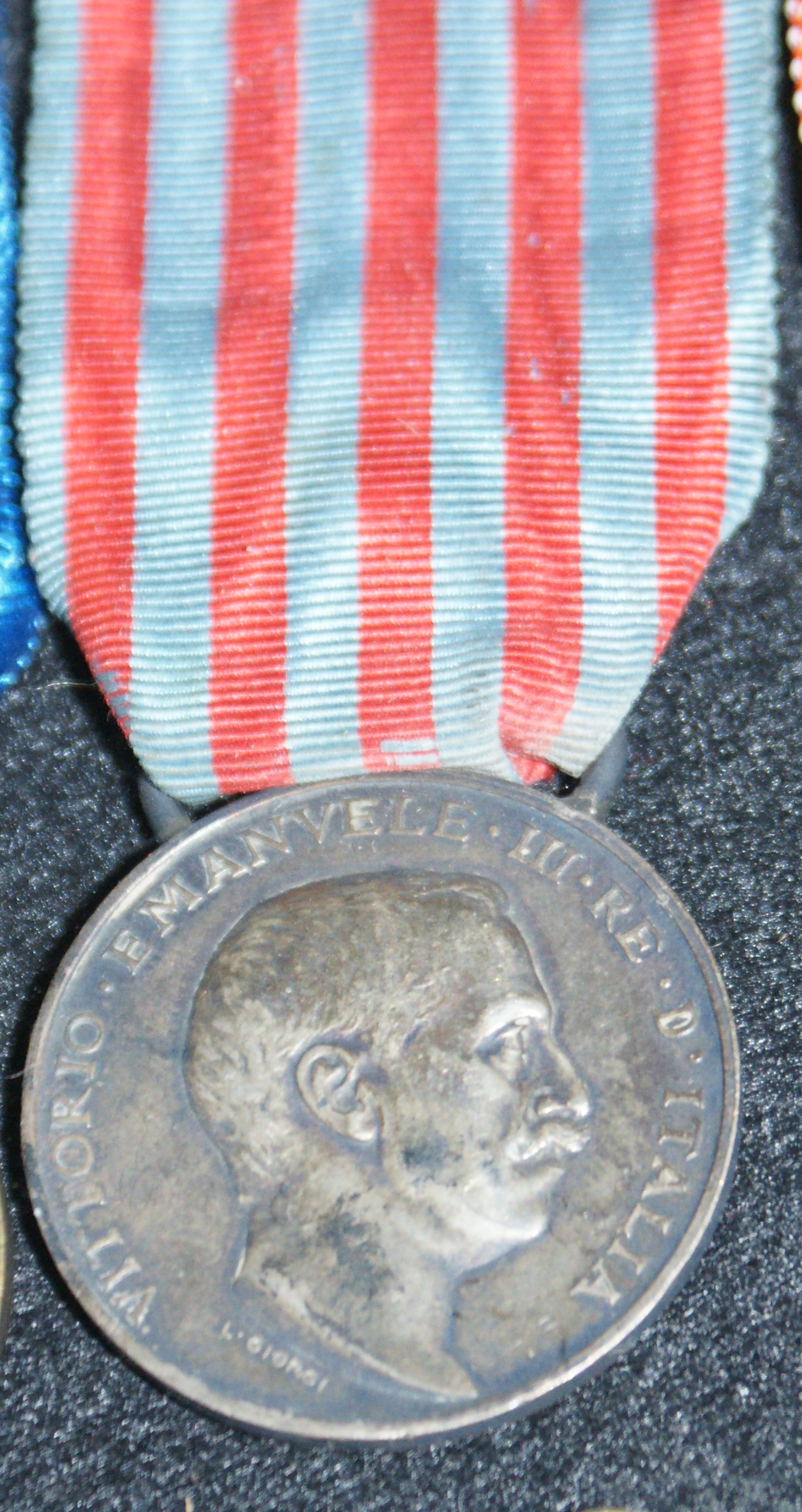
Avers der Medaille

Die Erinnerungsmedaille an den italienisch-türkischen Krieg (it. Medaglia commemorativa della guerra italo-turca) war eine Auszeichnung des Königreiches Italien, welche am 21. November 1912 per Dekret 1342 durch König Viktor Emanuel III. in einer Stufe gestiftet wurde. Die Verleihung der Medaille erfolgte dabei an die italienischen Teilnehmer des Italienisch-Türkischen Krieges, welche innerhalb des Zeitraumes vom 29. September 1911 bis 18. Oktober 1912 in Kampfhandlungen verwickelt waren.

## Aussehen und Trageweise
Die runde versilberte Medaille zeigt auf ihrem Avers die nach links  blickende Kopfbüste des Stifters, unter dessen Halsende das Herstellerkürzel L. GIORGI zu finden ist. Umschlossen wird die Büste vom Namenszug VITTORIO · EMANVELLE · III · RE · D´ITALIA. Das Revers zeigt innerhalb eines geschlossenen Lorbeerkranzes mit Früchten die dreizeilige erhaben geprägte Inschrift GUERRA / ITALO-TURCA / 1911 - 12 (Italienisch-Türkischer Krieg 1911–1912).
Getragen wurde die Medaille an der linken oberen Brustseite des Beliehenen. Das Ordensband ist senkrecht in sechs hellblaue und fünf gleich breite rote Streifen unterteilt.